# 回溯發現
回溯發現（precovery，是pre-discovery recovery的簡短語詞）是天文學上在舊的圖檔或乾版中尋找某天體的影像，其目的為更精確的計算該天體的軌道。這種情況最常發生在小行星上，但有時也發生在彗星、矮行星、衛星或是恆星；甚至是系外行星也都曾經在已經歸檔的舊圖檔中被回溯發現。而在英文中的"precovery"原本是先前發現的天體從影像中消失不見（如隱身在太陽後方），但現在又再度從影像中被發現（可以是迷蹤小行星和迷蹤彗星）。
一個天體的軌道計算涉及觀測其位置次數的多寡。測量的次數越多，位置與時間分離的越廣泛，計算的結果就可以更準確。然而，對於一個新發現的天體，只有幾天或數周的測量位置可用，這僅僅可以做出初步的軌道計算（不精確的）。
當對一個天體特別有興趣（例如，可能撞擊地球的小行星），研究者就會開始搜尋舊有的圖檔，期能回溯發現該天體的影像。利用初步計算的軌道預測在舊的影像檔案中可能出現的位置。對這些影像（有時是幾十年）搜尋，以瞭解它是否已經被拍攝過。如果有，那麼就可以進行更精確的軌道計算。
因為這涉及大量的體力勞動，在快速的電腦普及之前，對可能的小行星發現進行圖像分析和測量是不切實際的。通常，這些影像是為了其他的目的（研究星系等）而做了幾年或幾十年，因此不值得為尋找普通的小行星去花費時間回溯發現圖像。現在，電腦可以很容易的分析數位化的天文影像，並將它們與十億顆天體的星表進行位置比對。看看它們是不是一顆恆星，還是實際上是一顆新發現天體的回溯發現。自1990年代中葉以來，這項技術已經被用來確定大量小行星的軌道。

## 例子
回溯發現的一個極端情況是2000年12月31日發現的2000 YK66，被計算出是顆近地小行星。回溯發現2000 YK66之前在1950年2月23日就已經被發現並命名為1950 DA，並且已經失蹤了半個世紀。這特別長的觀察週期允許進行非常精確的軌道計算，因而確認與地球碰撞的機會很小。在這顆學行星被算出足夠精確的軌道之後，它被賦予編號：(29075) 1950 DA。
(69230) Hermes是在2003年發現並賦予編號，但被發現早在1937年就已經被命名，但後來被丟失了。因此，他的舊名字被重新套用。半人馬小行星(2060) Chiron在1977年被發現，回溯在1895年的影像中就已經從中定出位置。
海王星是回溯發現的另一個極端的例子。伽利略在1612年12月28日和1613年1月27日就紀錄到海王星在軌道上的位置，從地球上看，它當時就在木星的附近。由於海王星的移動速度相對於其它當時已知的行星非常緩慢，使伽利略誤認它是一顆恆星，使這顆行星至1846年才正式被發現。伽利略確實注意到這顆星的位置似乎移動了，在這兩次觀測中，它與另一顆恆星的距離明顯改變了。然而，與攝影向不同的是，像伽利略這樣製作的圖像通常不夠精確，不能用來精練天體的軌道。在1795年，傑羅姆·拉朗德也誤以為海王星是恆星。在1690年，約翰·佛蘭斯蒂德同樣也將天王星誤認為恆星，甚至將它編目為"金牛座34"。
其中一個最特別的例子與木衛三有關，通常認為伽利略於1610年發現了木衛三。然而，席澤宗推測木衛三是中國天文學家甘德於公元前365年發現的，當時他用肉眼觀測，將其記錄為木星旁邊一顆紅色的小恆星。

### 矮行星
發現和回溯發現資料最著名的是已知和可能是矮行星的小行星：
| 天體              | 發現 年 | 回溯發現 年 |
| ----------------- | ------- | ----------- |
| 智神星            | 1802    | 1779        |
| 冥王星            | 1930    | 1909        |
| (38628) Huya      | 2000    | 1996        |
| (28978) Ixion     | 2001    | 1982        |
| 創神星            | 2002    | 1954        |
| (307261) 2002 MS4 | 2002    | 1954        |
| (90377) Sedna     | 2003    | 1990        |
| 亡神星            | 2004    | 1951        |
| 妊神星            | 2004    | 1955        |
| 鬩神星            | 2005    | 1954        |
| 鳥神星            | 2005    | 1955        |
| 共工星            | 2007    | 1985        |
| 2013 FZ27         | 2013    | 2001        |
| 2015 RR245        | 2015    | 2004        |

## 外部連結
- SkyMorph GSFC（页面存档备份，存于）